# Сент-Этьен-Канталес
Сент-Этье́н-Кантале́с (фр. Saint-Étienne-Cantalès, окс. Sant Étienne Cantalès) — коммуна во Франции, находится в регионе Овернь — Рона — Альпы. Департамент — Канталь. Входит в состав кантона Ларокбру. Округ коммуны — Орийак.
Код INSEE коммуны — 15182.
Коммуна расположена приблизительно в 440 км к югу от Парижа, в 115 км юго-западнее Клермон-Феррана, в 18 км к западу от Орийака.

## Население
Население коммуны на 2008 год составляло 140 человек.
| 1962 | 1968 | 1975 | 1982 | 1990 | 1999 | 2008 |
| ---- | ---- | ---- | ---- | ---- | ---- | ---- |
| 196  | 221  | 183  | 172  | 188  | 157  | 140  |

## Экономика

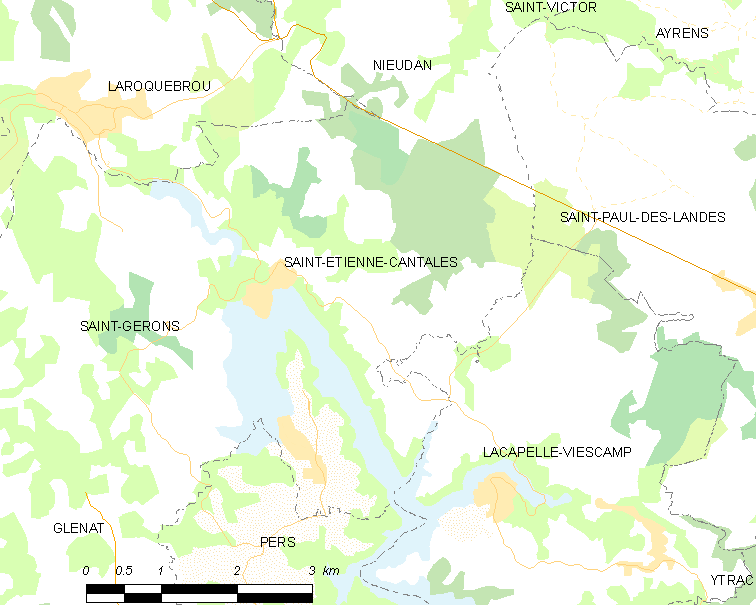
Карта коммуны

В 2007 году среди 102 человек в трудоспособном возрасте (15—64 лет) 73 были экономически активными, 29 — неактивными (показатель активности — 71,6 %, в 1999 году было 67,3 %). Из 73 активных работали 63 человека (38 мужчин и 25 женщин), безработных было 10 (5 мужчин и 5 женщин). Среди 29 неактивных 12 человек были учениками или студентами, 5 — пенсионерами, 12 были неактивными по другим причинам.